# Robert Ouko (atleta)
Robert Ouko   (24 d'octubre de 1948 - Ngong, 18 d'agost de 2019) fou un atleta kenyata, especialista en curses de mig fons, que va competir durant les dècades de 1960 i 1970.
El 1968 va prendre part en els Jocs Olímpics d'Estiu de Ciutat de Mèxic, on va quedà eliminat en sèries en la prova dels 800 metres del programa d'atletisme. Quatre anys més tard, als Jocs de Múnic, va disputar dues proves del programa d'atletisme. Formant equip amb Charles Asati, Hezahiah Nyamau i Julius Sang, guanyà la medalla d'or en els 4x400 metres, mentre en els 800 metres fou cinquè.
En el seu palmarès també destaquen dues medalles d'or als Jocs de la Comunitat Britànica de 1970. Aquell mateix any va ser membre d'un equip de relleus que va batre el rècord del món del 4x880 iardes.

## Millors marques
- 400 metres llisos. 46.2" (1970)[2]
- 800 metres llisos. 1' 46.0" (1972)[3]